# 김민기 (배우)
김민기(1981년 11월 6일~ )은 대한민국의 배우이다.

## 학력
- 동국대학교 연극영상학과 학사

## 출연작

### 영화
- 《나의 이름》 (2020년) - 주혁 역
- 《매너선생님》 (2015년) - 현무 역
- 《나인틴 쉿 상상금지》 (2015년)
- 《미궁: 비밀애》 (2015년) - 민준 역
- 《짓2: 붉은 낙타》 (2014년) - 도경 역
- 《오빠가 돌아왔다》 (2014년) - 백태봉 역
- 《내가 먼저 농담을 시작했다》 (2012년) - 무아 역
- 《내 마음이 보이니?》 (2012년)
- 《메모리스》 (2012년)
- 《만찬》 (2011년)
- 《대한민국 1%》 (2010년) - 김상태 병장 역
- 《7월 32일》 (2010년) - 동욱 역
- 《무법자》 (2010년) - 무뇌남 1 역
- 《로스트 인 서울》 (2009년)
- 《그렇게 웃어주던 니가》 (2009년)

### 드라마
- 《변혁의 사랑》 (2017년, tvN) - 김대리 역
- 《멜로홀릭》 (2017년, OCN) - 김원석 역
- 《유나의 거리》 (2014년, JTBC) - 윤민규 역
- 《대왕의 꿈》 (2012년, KBS1) - 부여효 역
- 《야차》 (2011년, OCN) - 무명 역